# Cinchona lucumifolia
Cinchona lucumifolia là một loài thực vật có hoa trong họ Thiến thảo. Loài này được Pav. ex Lindl. mô tả khoa học đầu tiên năm 1838.